# Еденрід
Еденрід (швед. Edenryd) — село в Швеції, входить до складу комуни Брумелла, лену Сконе.

## Відомі люди
- Санна Нільсен — шведська співачка.